# Джибгашвили, Георгий Григорьевич
Георгий Григорьевич Джибгашвили (1898 год, село Шрома, Сигнахский уезд, Тифлисская губерния, Российская империя — неизвестно, село Шрома, Лагодехский район, Грузинская ССР) — бригадир колхоза «Ленинис андердзи» Лагодехского района, Грузинская ССР. Герой Социалистического Труда (1949).

## Биография
Родился в 1898 году в крестьянской семье в селе Шрома Сигнахского уезда (сегодня — Лагодехский муниципалитет). После получения начального образования трудился в личном сельском хозяйстве. Во время коллективизации вступил в колхоз «Ленинис андердзи» Лагодехского района. Трудился рядовым колхозником, в послевоенные годы — бригадиром табаководческой бригады.
В 1948 году бригада под его руководством собрала в среднем с каждого гектара по 28,6 центнера табака сорта «Трапезонд» с площади 6,4 гектара. Указом Президиума Верховного Совета СССР «О присвоении звания Героя Социалистического Труда передовикам сельского хозяйства Грузинской ССР» от 3 мая 1949 года удостоен звания Героя Социалистического Труда за «получение высоких урожаев кукурузы и табака в 1948 году» с вручением ордена Ленина и золотой медали «Серп и Молот» (№ 3493).
Этим же Указом званием Героя Социалистического Труда были награждены председатель колхоза Георгий Александрович Гочелашвили и звеньевой Захар Георгиевич Сабмашвили.
За выдающиеся трудовые достижения по итогам работы в 1949 году был награждён в 1950 году вторым Орденом Ленина.
После выхода на пенсию проживал в родном селе Шрома Лагодехского района. С 1968 года — персональный пенсионер союзного значения. Дата его смерти не установлена.
Награды
- Герой Социалистического Труда
- Орден Ленина — дважды (1949; 03.07.1950)